# Rellotge dels Llums (Via Laietana)
El Rellotge dels Llums és un rellotge lluminós situat a la vorera de la Via Laietana, davant del número 69, de Barcelona. És germà del Rellotge dels Llums situat al carrer de Rocafort, davant del número 2. Ambdós estan inclosos a l'inventari dels Petits paisatges de Barcelona.

## Història
És obra del rellotger Juan Cabrerizo, segons projecte de Joan Bautista Sales, que el va patentar. El va encarregar el banquer Sr. Rosés el novembre de 1935, per celebrar l'entrada del nou any. El rellotge va ser instal·lat a terra, davant de la seu de la Banca Rosés. El 1957 la banca passà a dir-se Banco Condal, que va deixar el rellotge en desús. El 1988, quan l'edifici era propietat de la Conselleria de Governació de la Generalitat de Catalunya, el fill de Cabrerizo, juntament amb la col·laboració de J. Pagerol, van rehabilitar-ne la maquinària. L'hotel K10 Cubik, actual propietari de l'edifici, va signar el gener de 2019 un acord amb l'Institut del Paisatge Urbà de l'Ajuntament de Barcelona per a la rehabilitació del rellotge.

## Descripció
Encastat en el paviment de la vorera, fa dos metres de diàmetre i marca les hores i els minuts mitjançant un complex mecanisme de bombetes que s'encenen i s'apaguen de manera sincronitzada. Construït en pedra artificial de color verdós, porta incrustats uns discs de vidre glaçat que emeten llum i uns perfils de llautó amb ribets daurats que, a més de l'esfera numèrica, reprodueix el déu grec Hermes, logotip de la Banca Rosés, i l'escut de Barcelona.